# Arturo Ghergo
Arturo Ghergo (Montefano, 1901 – Roma, 1959) è stato un fotografo italiano.

## Biografia
Giunse a Roma nel 1929. Nonostante i pochi mezzi di cui disponeva, riuscì ad aprire uno studio di fotografia in via Condotti, e a farsi conoscere nel mondo dell'alta società romana come ritrattista. 
Con l'inaugurazione di Cinecittà e la relativa creazione di un divismo autarchico, vari attori e soprattutto attrici cominciarono a chiedere di farsi fotografare da lui per proporsi all'attenzione di registi e produttori, tanto da essere definito il "fotografo delle dive" per eccellenza. I suoi scatti, ricercatissimi per la cura assoluta della luce e dell'espressione del viso, caratterizzati da una tecnica di ripresa e di successiva manipolazione delle immagini all'avanguardia per i tempi, divennero una moda competendo con quelli di Ghitta Carell e di Elio Luxardo.Nello stesso tempo Ghergo fu tra i pionieri della fotografia di moda in Italia, e successivamente si occupò anche di pubblicità (per Ferrania) e di pittura.
Con il tramonto dell'immagine elaborata e costruita, a favore dell'avvento delle immagini istantanee e a volte "rubate" dai paparazzi e dai fotoreporter, Ghergo preferì lasciare l'attività e morì pochi anni dopo, lasciando un patrimonio di ritratti significativi di  numerosi personaggi del Novecento, tra cui María Félix, Papa Pio XII, Luigi Einaudi, Alcide De Gasperi, l'Aga Khan, Pietro Badoglio, e attori tra cui Alida Valli, Sophia Loren, Ingrid Bergman, Gina Lollobrigida, Vittorio Gassman, Massimo Girotti, Clara Calamai e Amedeo Nazzari.